# Pápia (gens)
Pápia (em latim: Papia, pl. Papii) era uma família plebeia da Roma Antiga . Os membros desta gens são mencionados pela primeira vez na época das Guerras Samnitas, mas não aparecem em Roma até o último século da República. Marco Pápio Mutilo foi o único membro da família a obter o consulado, que ocupou em 9 d.C.

## Origem
Os Pápios eram provavelmente de origem samnita, e vários membros desta família aparecem na história em conexão com as Guerras Samnitas e a Guerra Social. O nome Pápio está entre os nomes que eram de derivação osca, neste caso os cognomes oscos Papo ou o cognato Papilo. No entanto, os próprios Pápios diziam que tinham vindo de Lanúvio, uma antiga cidade da região do Lácio, e uma moeda da gens alude a um dos mitos fundadores de Lavínio, uma cidade com a qual Lanúvio era frequentemente confundido.

## Praenomina
Os Pápios que aparecem entre historiadores antigos e alcançaram destaque em Roma tinham os prenome Caio (Gaius), Lúcio (Lucius) e Marco (Marcus), os três nomes mais comuns ao longo da história romana. Da filiação do cônsul Mutilo, sabemos que os Pápios também tinham usado Numério, embora fosse muito menos comum.

## Ramos e cognomina
Entre os cognomes carregados pelos Pápios em Roma estavam Celso, Mutilo e Fausto.  Celso teria sido dado a alguém visivelmente alto, enquanto Mutilo se refere a alguém mutilado ou deformado. Faustus, que significa "afortunado" ou "sortudo", era um antigo prenome que se tornou amplamente utilizado como sobrenome durante os tempos imperiais.

## Membros
- Públio Pápio, questor em 409 a.C., e seu colega, Quinto Sílio, foram os primeiros dois plebeus a ocupar esse cargo. [5][6]
- Pápio Brutulo, um samnita, que encorajou o seu povo a resistir a Roma durante a Segunda Guerra Samnita.
- Caio Pápio Mutilo, líder dos samnitas durante a Guerra Social . Em 90 a.C., invadiu a Campânia com grande sucesso, antes de sofrer uma forte derrota para o cônsul Lúcio Júlio César. No ano seguinte foi totalmente derrotado por Sula, e fugiu para Esérnia. Ele provavelmente morreu alguns anos depois, nas proscrições de Sila. [7] [8] [9] [10] [11]
- Lucio Pápio, um dos triúnviros monetais (triumvir monetalis) em 79 a.C.
- Pápia, uma das esposas de Opiânico.[12]
- Caio Pápio, tribuno da plebe em 65 a.C., foi o autor de uma lex Papia expulsando os não-cidadãos de Roma, e punindo aqueles que haviam assumido injustamente o direito romano.[i][13] [14][15][16]
- Lúcio Pápio L. f. Celso, triúnviro monetal em 45 a.C. Ele cunhou uma série de moedas alusivas ao mito de fundação de Lavínio, representando um lobo trazendo lenha seca para alimentar o fogo que abriu terreno para a cidade, e uma águia que atiçava as chamas com suas asas.[3]
- Marco Pápio M.f. N.n. Mutilo, cônsul suffectus ex Kal. Em julho de 9 d.C., foi um dos autores da lex Papia Poppaea, uma lei destinada a desencorajar o adultério e encorajar o casamento legal. Ele é provavelmente o mesmo Pápio Mutilo listado por Tácito entre os senadores que escolheram bajular Tibério em 16 d.C.[17][18] [19][20]
- Pápio Fausto, um dos senadores condenados à morte sem julgamento por Sétimo Severo, na crença de ter ficado do lado de seu rival Clódio Albino.[21] [22]